# 吉米·戴維斯
詹姆斯·休斯頓·"吉米"·戴維斯（英語：James Houston "Jimmie" Davis，1899年9月11日—2000年11月5日），美國歌手，第47任路易斯安那州州長。
戴維斯是美國1930年代至1960年代受歡迎的鄉村音樂及福音歌手，著名的樂曲有《你是我的阳光》等曲。1940年代轉投進入政治界，並在1944年、1960年兩度當選擔任路易斯安那州州長。